# Pepetela

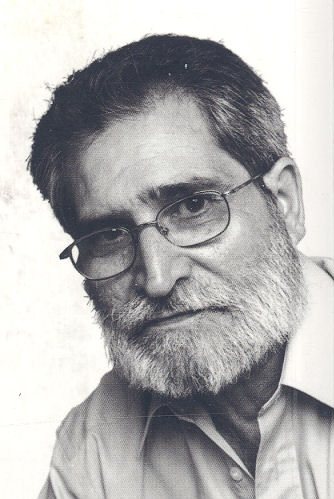
Pepetela

Pepetela, właśc. Artus Carlos Maurício Pestana dos Santos (ur. 19 października 1941 w mieście Benguela) – angolski pisarz.
Jako członek MPLA walczył o niepodległość Angoli. Duża część jego twórczości poświęcona jest historii politycznej Angoli dwudziestego wieku. Mayombe z 1980 to powieść o losach żołnierzy z bojówki MPLA zaangażowanych w walkę przeciw kolonializmowi. Yaka opowiada o rodzinie białych osadników zamieszkałych w porcie Benguela; A Geração da Utopia oddaje rozczarowanie młodych Angolczyków okresem po odzyskaniu niepodległości.
Po wyzwoleniu się Angoli spod wpływów Portugalii, Pepetela objął urząd Ministra Edukacji, a następnie został wykładowcą socjologii na Uniwersytecie Angoli, noszącym obecnie nazwę Uniwersytetu Agostinho Neto.
W 1997 otrzymał Nagrodę Camõesa, najbardziej prestiżową nagrodę przyznawaną autorom literatury portugalskojęzycznej na świecie.

## Powieści
- Parábola do Cágado Velho
- As Aventuras de Ngunga, 1972
- Muana Puó, 1978
- Mayombe, 1980
- Yaka, 1984
- O Cão e os Caluandas, 1985
- Luandando, 1990
- Lueji, o Nascimento de um Império, 1990
- A Geração da Utopia, 1992
- O Desejo de Kianda, 1995
- A Glorioso Família, 1996
- A Montanha da Água Lilás, 2000
- Jaime Bunda, agente secreto, 2001 (pol. przekład pt. Tajny agent Jaime Bunda, 2010 r.[1])
- Jaime Bunda e a morte do americano, 2003
- Predadores, 2005
- O quase fim do mundo, 2008

## Sztuki teatralne
- A Corda, 1978
- A Revolta da Casa dos Ídolos, 1980